# Sopravvissuto designato
Quella di sopravvissuto designato (in inglese: designated survivor, detto anche successore designato) è una figura istituzionale degli Stati Uniti d'America, la cui funzione è di divenire presidente della nazione in caso di decesso del capo dello Stato e delle altre cariche destinate a sostituirne il ruolo.

## Funzione
Il termine indica un membro della linea di successione che, nelle occasioni in cui il Presidente e gli altri membri della linea di successione si trovano riuniti nel medesimo luogo, viene tenuto nascosto in un luogo fisicamente lontano, sicuro e segreto. Questo avviene, per esempio, durante il discorso sullo stato dell'Unione, il messaggio che il Presidente legge annualmente alle Camere in riunione congiunta, e durante la cerimonia di insediamento del Presidente.
Questa procedura, stabilitasi nel periodo della Guerra Fredda, ha lo scopo di mantenere ininterrotta la linea di comando nel caso in cui un evento catastrofico elimini tutti coloro che fanno parte della linea di successione presidenziale, poiché la legislazione statunitense non prevede che altre persone che non fanno parte di questa lista possano accedere al potere.
Solo chi possiede i requisiti costituzionali per divenire Presidente può essere scelto come sopravvissuto designato.

## Elenco
| Data              | Occasione                                                                                          | Designato           | Incarico                                      | Note                            |
| ----------------- | -------------------------------------------------------------------------------------------------- | ------------------- | --------------------------------------------- | ------------------------------- |
| 20 gennaio 1981   | Insediamento del presidente                                                                        | Sconosciuto         |                                               |                                 |
| 18 febbraio 1981  | Discorso presidenziale al Congresso in seduta comune                                               | Terrel Bell         | Segretario dell'Istruzione                    | [ 2 ]                           |
| 26 gennaio 1982   | Stato dell’Unione                                                                                  | Sconosciuto         |                                               |                                 |
| 25 gennaio 1983   | Stato dell’Unione                                                                                  | Sconosciuto         |                                               |                                 |
| 25 gennaio 1984   | Stato dell’Unione                                                                                  | Samuel Pierce       | Segretario della Casa e dello Sviluppo Urbano | [ 3 ] [ 4 ] [ 5 ] [ 6 ]         |
| 21 gennaio 1985   | Insediamento del presidente                                                                        | Margaret Heckler    | Segretario della Salute e dei Servizi Umani   | [ 7 ]                           |
| 6 febbraio 1985   | Stato dell’Unione                                                                                  | Malcolm Baldrige    | Segretario al Commercio                       | [ 3 ] [ 4 ] [ 6 ] [ 8 ]         |
| 4 febbraio 1986   | Stato dell’Unione                                                                                  | John Block          | Segretario dell'Agricoltura                   | [ 3 ] [ 4 ] [ 6 ] [ 9 ]         |
| 27 gennaio 1987   | Stato dell’Unione                                                                                  | Richard Lyng        | Segretario dell'Agricoltura                   | [ 3 ] [ 4 ] [ 6 ] [ 10 ]        |
| 25 gennaio 1988   | Stato dell’Unione                                                                                  | Donald Hodel        | Segretario degli Interni                      | [ 2 ] [ 3 ] [ 4 ] [ 6 ]         |
| 20 gennaio 1989   | Insediamento del presidente                                                                        | Sconosciuto         |                                               |                                 |
| 9 febbraio 1989   | Discorso presidenziale al Congresso in seduta comune                                               | Lauro Cavazos       | Segretario dell'Istruzione                    | [ 11 ]                          |
| 31 gennaio 1990   | Stato dell’Unione                                                                                  | Edward J. Derwinski | Segretario degli Affari dei Veterani          | [ 3 ] [ 4 ] [ 6 ] [ 12 ]        |
| 11 settembre 1990 | Discorso presidenziale al Congresso in seduta comune (Gulf War Speech — testo in inglese)          | Sconosciuto         |                                               |                                 |
| 29 gennaio 1991   | Stato dell’Unione                                                                                  | Manuel Lujan        | Segretario degli Interni                      | [ 3 ] [ 4 ] [ 6 ] [ 13 ]        |
| 28 gennaio 1992   | Stato dell’Unione                                                                                  | Ed Madigan          | Segretario dell'Agricoltura                   | [ 3 ] [ 4 ] [ 6 ]               |
| 20 gennaio 1993   | Insediamento del presidente                                                                        | Sconosciuto         |                                               |                                 |
| 17 febbraio 1993  | Discorso presidenziale al Congresso in seduta comune                                               | Bruce Babbitt       | Segretario degli Interni                      | [ 3 ] [ 4 ] [ 6 ]               |
| 25 gennaio 1994   | Stato dell’Unione                                                                                  | Mike Espy           | Segretario dell'Agricoltura                   | [ 3 ] [ 4 ] [ 6 ]               |
| 24 gennaio 1995   | Stato dell’Unione                                                                                  | Federico Peña       | Segretario dei Trasporti                      | [ 3 ] [ 4 ] [ 6 ]               |
| 23 gennaio 1996   | Stato dell’Unione                                                                                  | Donna Shalala       | Segretario della Salute e dei Servizi Umani   | [ 3 ] [ 4 ] [ 6 ] [ 14 ]        |
| 20 gennaio 1997   | Insediamento del presidente                                                                        | Sconosciuto         |                                               |                                 |
| 4 febbraio 1997   | Stato dell’Unione                                                                                  | Dan Glickman        | Segretario dell'Agricoltura                   | [ 3 ] [ 4 ] [ 6 ] [ 15 ]        |
| 27 gennaio 1998   | Stato dell’Unione                                                                                  | William Daley       | Segretario al Commercio                       | [ 3 ] [ 4 ] [ 6 ]               |
| 19 gennaio 1999   | Stato dell’Unione                                                                                  | Andrew Cuomo        | Segretario della Casa e dello Sviluppo Urbano | [ 3 ] [ 4 ] [ 6 ] [ 16 ]        |
| 27 gennaio 2000   | Stato dell’Unione                                                                                  | Bill Richardson     | Segretario dell'Energia                       | [ 3 ] [ 4 ] [ 6 ] [ 17 ]        |
| 20 gennaio 2001   | Insediamento del presidente                                                                        | Sconosciuto         |                                               |                                 |
| 27 febbraio 2001  | Discorso presidenziale al Congresso in seduta comune                                               | Anthony Principi    | Segretario degli Affari dei Veterani          | [ 3 ] [ 4 ] [ 6 ]               |
| 20 settembre 2001 | Discorso presidenziale al Congresso in seduta comune (in seguito agli attentati dell'11 settembre) | Dick Cheney         | Vicepresidente                                | [ 3 ] [ 18 ]                    |
| 20 settembre 2001 | Discorso presidenziale al Congresso in seduta comune (in seguito agli attentati dell'11 settembre) | Tommy Thompson      | Segretario della Salute e dei Servizi Umani   | [ 3 ] [ 18 ]                    |
| 29 gennaio 2002   | Stato dell’Unione                                                                                  | Gale Norton         | Segretario degli Interni                      | [ 4 ] [ 6 ] [ 19 ]              |
| 28 gennaio 2003   | Stato dell’Unione                                                                                  | John Ashcroft       | Procuratore Generale                          | [ 3 ] [ 4 ] [ 6 ] [ 20 ]        |
| 28 gennaio 2003   | Stato dell’Unione                                                                                  | Norman Mineta       | Segretario dei Trasporti                      | [ 3 ] [ 4 ] [ 6 ] [ 20 ]        |
| 20 gennaio 2004   | Stato dell’Unione                                                                                  | Donald Evans        | Segretario al Commercio                       | [ 3 ] [ 4 ] [ 6 ] [ 21 ]        |
| 20 gennaio 2005   | Insediamento del presidente                                                                        | Gale Norton         | Segretario degli Interni                      | [ 22 ]                          |
| 2 febbraio 2005   | Stato dell’Unione                                                                                  | Donald Evans        | Segretario al Commercio                       | [ 3 ] [ 4 ] [ 6 ] [ 23 ] [ 24 ] |
| 2 febbraio 2005   | Stato dell’Unione                                                                                  | Ted Stevens (R-AK)  | Presidente pro tempore del Senato             | [ 3 ] [ 4 ] [ 6 ] [ 23 ] [ 24 ] |
| 31 gennaio 2006   | Stato dell’Unione                                                                                  | Jim Nicholson       | Segretario degli Affari dei Veterani          | [ 3 ] [ 4 ] [ 6 ] [ 23 ] [ 25 ] |
| 31 gennaio 2006   | Stato dell’Unione                                                                                  | Ted Stevens (R-AK)  | Presidente pro tempore del Senato             | [ 3 ] [ 4 ] [ 6 ] [ 23 ] [ 25 ] |
| 23 gennaio 2007   | Stato dell’Unione                                                                                  | Alberto Gonzales    | Procuratore Generale                          | [ 3 ] [ 4 ] [ 6 ] [ 23 ] [ 26 ] |
| 28 gennaio 2008   | Stato dell’Unione                                                                                  | Dirk Kempthorne     | Segretario degli Interni                      | [ 3 ] [ 4 ] [ 6 ] [ 27 ]        |
| 20 gennaio 2009   | Insediamento del presidente                                                                        | Robert Gates        | Segretario della Difesa                       | [ 28 ] [ 29 ]                   |
| 24 febbraio 2009  | Discorso presidenziale al Congresso in seduta comune                                               | Eric Holder         | Procuratore Generale                          | [ 3 ] [ 4 ] [ 6 ] [ 30 ] [ 31 ] |
| 9 settembre 2009  | Discorso presidenziale al Congresso in seduta comune                                               | Steven Chu          | Segretario dell'Energia                       | [ 32 ]                          |
| 27 gennaio 2010   | Stato dell’Unione                                                                                  | Shaun Donovan       | Segretario della Casa e dello Sviluppo Urbano | [ 4 ] [ 6 ]                     |
| 25 gennaio 2011   | Stato dell’Unione                                                                                  | Ken Salazar         | Segretario degli Interni                      | [ 4 ] [ 6 ] [ 33 ]              |
| 24 gennaio 2012   | Stato dell’Unione                                                                                  | Tom Vilsack         | Segretario dell'Agricoltura                   | [ 4 ] [ 6 ] [ 34 ]              |
| 21 gennaio 2013   | Insediamento del presidente                                                                        | Eric Shinseki       | Segretario degli Affari dei Veterani          | [ 35 ]                          |
| 12 febbraio 2013  | Stato dell’Unione                                                                                  | Steven Chu          | Segretario dell'Energia                       | [ 6 ]                           |
| 28 gennaio 2014   | Stato dell’Unione                                                                                  | Ernest Moniz        | Segretario dell'Energia                       | [ 36 ] [ 37 ]                   |
| 20 gennaio 2015   | Stato dell’Unione                                                                                  | Anthony Foxx        | Segretario dei Trasporti                      | [ 38 ] [ 39 ]                   |
| 12 gennaio 2016   | Stato dell’Unione                                                                                  | Orrin Hatch (R-UT)  | Presidente pro tempore del Senato             | [ 40 ]                          |
| 12 gennaio 2016   | Stato dell’Unione                                                                                  | Jeh Johnson         | Segretario della Sicurezza Interna            | [ 41 ]                          |
| 20 gennaio 2017   | Insediamento del presidente                                                                        | Orrin Hatch (R-UT)  | Presidente pro tempore del Senato             | [ 42 ]                          |
| 20 gennaio 2017   | Insediamento del presidente                                                                        | Jeh Johnson         | Segretario della Sicurezza Interna            | [ 43 ]                          |
| 28 febbraio 2017  | Discorso presidenziale al Congresso in seduta comune                                               | David Shulkin       | Segretario degli Affari dei Veterani          | [ 45 ] [ 46 ]                   |
| 30 gennaio 2018   | Stato dell’Unione                                                                                  | Sonny Perdue        | Segretario dell'Agricoltura                   | [ 47 ]                          |
| 5 febbraio 2019   | Stato dell’Unione                                                                                  | Rick Perry          | Segretario dell'Energia                       | [ 48 ]                          |
| 4 febbraio 2020   | Stato dell’Unione                                                                                  | David Bernhardt     | Segretario degli Interni                      | [ 49 ]                          |
| 1º marzo 2022     | Stato dell'Unione                                                                                  | Gina Raimondo       | Segretario del Commercio                      | [ 50 ]                          |
| 7 febbraio 2023   | Stato dell’Unione                                                                                  | Marty Walsh         | Segretario del Lavoro                         | [ 51 ]                          |
| 7 marzo 2024      | Stato dell’Unione                                                                                  | Miguel Cardona      | Segretario dell’Istruzione                    | [ 52 ]                          |
| 4 marzo 2025      | Discorso presidenziale al Congresso in seduta comune                                               | Doug Collins        | Segretario degli Affari dei Veterani          | [ 54 ]                          |

## Nei media
Su di un ipotetico caso di applicazione del meccanismo del sopravvissuto designato si basa la serie statunitense Designated Survivor.
Si può vedere il principio applicato nell'occasione del Discorso sullo stato dell'Unione nel dodicesimo episodio della prima stagione di West Wing - Tutti gli uomini del Presidente, dove viene scelto il ministro dell'agricoltura come sopravvissuto designato.